# Palavras japonesas de origem portuguesa

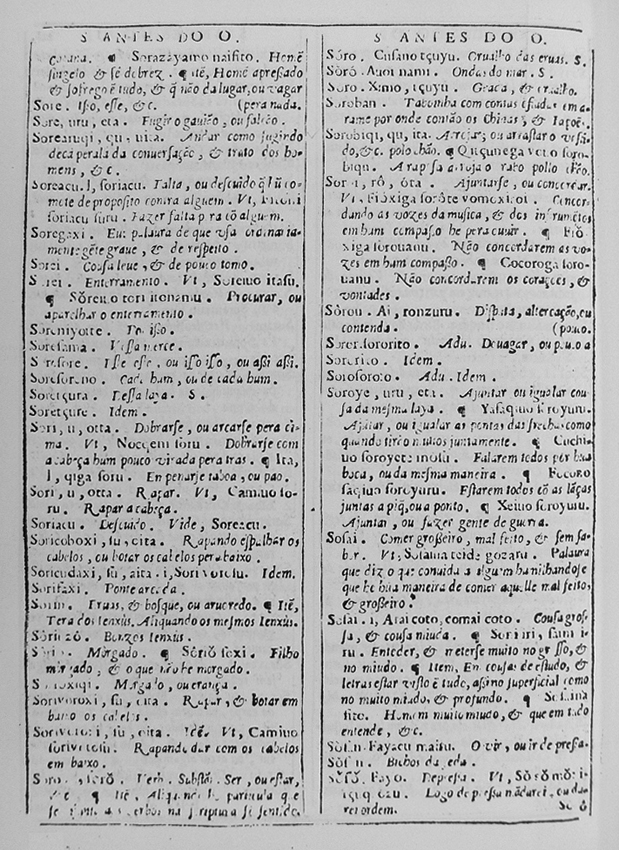
Página do "Vocabvlario da Lingoa de Iapam" (日葡辞書 Nippo Jisho, 1603)

A existência de numerosas palavras japonesas de origem portuguesa resulta da chegada ao Japão dos portugueses em 1542-1543, sendo os primeiros europeus a aportar e a estabelecer um fluxo contínuo e direto de comércio entre o Japão e a Europa. Durante os séculos XVI e XVII, no chamado período Nanban, jesuítas portugueses, assim como galegos (naquela época, o idioma galego e o português arcaico eram praticamente idênticos) e de vários reinos da Coroa de Castela, empreenderam um trabalho de catequização até as perseguições religiosas no início do Período Edo (Xogunato Tokugawa), culminando na expulsão em 1639, quando o cristianismo passou à clandestinidade.
Foram os portugueses os primeiros a traduzir o japonês para uma língua ocidental, no dicionário Nippo Jisho (日葡辞書, Nippojisho) ou "Vocabvlário da Lingoa de Iapam", compilado por missionários jesuítas como João Rodrigues e publicado em Nagasaki em 1603. Este dicionário de japonês-português explicava 32 000 palavras em japonês traduzidas para português.
Portanto, foi inevitável que algumas palavras da língua japonesa tenham se originado do Português. A maior parte destas palavras referem-se a produtos e costumes que chegaram pela primeira vez ao Japão através dos comerciantes portugueses. O número de palavras portuguesas no japonês é, segundo Fernando Venâncio Peixoto da Fonseca, mais de quatrocentas; em Tai Whan Kim, na sua obra The portuguese element in Japanese: a critical curvey with glossary, as palavras japonesas de origem portuguesa que encontramos são centenas. A língua portuguesa era aprendida nos templos budistas japoneses, segundo João Barros, no século XVI e XVII. No auge da influência portuguesa no Japão, eram utilizadas cerca de 4000 palavras de origem portuguesa.
Não há registro de palavras da língua portuguesa que tenham chegado ao Japonês devido à imigração japonesa no Brasil, entretanto o Japonês falado no Brasil incorpora, como esperado, várias palavras do Português falado no Brasil.

## Algumas concepções errôneas
Arigatô
Ao contrário da crença popular de alguns, "arigato" (有難う) não tem origem na expressão portuguesa obrigado. Na realidade, "arigato" é a forma moderna do "arigatashi" do japonês arcaico que consiste da aglutinação de "Ari" do verbo "Aru" (ser, estar, existir) e "Katashi" um adjetivo que significa dificuldade. A expressão tem origem da forma como os budistas louvavam duas divindades, e agradeciam pelos ensinamentos budistas. Literalmente, a expressão quer dizer "Há dificuldade", algo como "Tenho dificuldade em expressar minha gratidão frente ao seu ato".
Tempura
O nome dos empanados fritos de legumes  é certamente de origem portuguesa, mas não se origina, provavelmente, da palavra "tempero" como se conta popularmente.
No século XVI, os católicos abstinham-se de comer carne nos dias de "Têmporas", os três dias de jejum semanal, em cada uma das quatro estações do ano. Os portugueses no Japão, como bons católicos, comiam nestes dias apenas legumes e peixes, que frequentemente eram empanados e fritos,  para espanto do japoneses que os consumiam crus ou cozidos. Os japoneses cristianizados pelos Jesuítas também passaram a consumir alimentos fritos durante as Têmporas e, assim, a palavra "Têmpora" passou a ser associada no Japão aos empanados de legumes.
Ne
Essa palavra é utilizada para enfatizar o que acaba de ser dito. Em português, o "né" também tem a mesma função, sendo uma contração da frase "Não é?". Contudo, é muito provável que se trate de uma mera coincidência.

## Lista de palavras japonesas de origem portuguesa
| Pronúncia em Japonês           | Português Moderno                  | Escrita em Japonês             | Português Arcaico ou Morfologia | Observações |
| ------------------------------ | ---------------------------------- | ------------------------------ | ------------------------------- | --- |
| arukōru                        | álcool                             | アルコール                     | álcools                         | |
| bateren                        | padre                              | 伴天連・破天連                 | padre                           | |
| bīdama                         | berlinde, bola-de-gude             | ビー玉                         | vi(dro) + 玉 (dama = "bola")    | |
| biidoro                        | vidro                              | ビードロ                       | vidro                           | |
| birōdo                         | veludo                             | ビロード or 天鵞絨             | veludo                          | |
| bouro/bouru                    | bolo, bola                         | ボーロ・ボール                 | bolo                            | |
| botan                          | botão                              | ボタン・釦・鈕                 | botão                           | |
| buranko                        | balanço, baloiço                   | ブランコ                       | balanço                         | |
| charumera/charumeru            | charamela                          | チャルメラ・哨吶               | charamela                       | Antigo instrumento musical de sopro |
| chokki                         | jaqueta, colete                    | チョッキ                       | jaque                           | |
| furasuko                       | frasco                             | フラスコ                       | frasco                          | |
| gurando                        |                                    | グランド                       | grande                          | |
| iesu                           | Jesus                              | イエス                         | Jesu                            | Também pode significar "sim", do inglês yes |
| igirisu                        | inglês                             | イギリス・英吉利               | inglez                          | Igirisu actualmente significa o Reino Unido. |
| iruman                         | irmão                              | イルマン・入満・伊留満・由婁漫 | irmão                           | Termo usado no início da cristianização do Japão para identificar o missionário antes de se tornar padre. |
| jouro                          | jarro                              | じょうろ・如雨露               | jarro                           | |
| juban/jiban                    | camiseta, camisete                 | じゅばん・襦袢                 | gibão                           | |
| kanakin/kanekin                | canequim                           | 金巾 ・ ▽かなきん ・ ▽かねきん | canequim                        | Não usado no português actual. |
| kantera/kandeya                | candeia                            | カンテラ・カンデヤ             | candeia, candela                | No Português atual prefere-se a palavra vela. |
| kapitan                        | capitão                            | 甲比丹・甲必丹                 | capitão                         | |
| kappa                          | capa impermeável                   | 合羽                           | capa                            | |
| karuta                         | cartas de jogar                    | かるた・歌留多・加留多・骨牌   | cartas                          | |
| kasutera, kasuteera, kasuteira | pão-de-ló                          | カステラ                       | castella                        | Tipo de bolo com massa de pão-de-ló |
| katarogu                       | catálogo                           | カタログ                       | catálogo                        | |
| kirishitan                     | cristão                            | キリシタン・切支丹・吉利支丹   | christão                        | |
| kirisuto                       | Cristo                             | キリスト or 基督               | Christo                         | |
| kompeitō                       | confete                            | 金米糖・金平糖・金餅糖         | confeito                        | Em Japonês é um tipo especial de doce ou rebuçado. |
| koppu                          | copo                               | コップ                         | copo                            | |
| kurusu                         | cruz                               | クルス                         | cruz                            | |
| marumero                       | marmelo                            | 木瓜 or マルメロ               | marmelo                         | |
| meriyasu                       | meias                              | メリヤス・莫大小・目利安       | meias                           | |
| miira                          | mirra                              | ミイラ・木乃伊                 | mirra                           | |
| ombu                           | ombro                              | おんぶ                         | ombro                           | carregar uma pessoa(principalmente bebé) aos ombros e às costas |
| oranda                         | Holanda (Atualmente Países Baixos) | オランダ・和蘭(陀)・阿蘭陀     | Hollanda                        | Países Baixos / Holanda |
| pan                            | pão                                | パン・麺麭・麪包               | pão                             | |
| pandoro                        | pão-de-ló                          | パンドロ                       | Pão-de-ló                       | |
| rasha                          | sarja                              | 羅紗                           | raxa                            | |
| rozario                        | Rosário                            | ロザリオ                       | rosario                         | |
| sabato                         | sábado                             | サバト                         | sábado                          | |
| sarasa                         | morim                              | 更紗                           | saraça                          | Tecido de algodão fino |
| shabon                         | sabão                              | シャボン                       | sabão                           | |
| shabondama                     | bola de sabão                      | シャボン玉                     | sabão + 玉 (dama = bola)        | |
| shōro                          | choro                              | ショーロ                       | choro                           | |
| shurasuko                      | churrasco                          | シュラスコ                     | churrasco                       | |
| subeta                         | espada                             | すべた ・ スベタ               | espada                          | Atualmente é utilizado para designar mulheres feias em japonês |
| tabako                         | tabaco                             | 煙草・莨                       | tabaco                          | Em japonês, a palavra é usada para descrever a planta do tabaco e também o cigarro. |
| tempura                        | Têmporas                           | 天麩羅・天婦羅                 | Têmporas                        | As Têmporas eram dias de jejum religioso nos quais os católicos portugueses não comiam carne e fritavam empanados de legumes e peixes, alimentos que eram normalmente consumidos crus ou cozidos pelos japoneses. |
| zabon                          | toranja                            | 朱欒・香欒                     | zamboa                          | Fruto da árvore Citrus adami |